# KkStB P sorozat
Az kkStB P sorozat egy keskenynyomtávú szertartályosgőzmozdony-sorozat volt a kkStB-nél.
A kkStB 1911-ben vásárolt három db-ot  ezekből a keskenynyomtávú mozdonyokból a Krauss linzi gyárából a Triest–Parenzo helyiérdekű vasút számára. A sorozatjel Parenzo (ma Poreč) kezdőbetűjéből ered.
Az  I. világháború után a mozdonyok megmaradtak a vonalon, és akkortól az FS állományába  tartoztak. Jelölésük FS P sorozat lett. Mivel az FS nagyon elégedett volt velük, 1922-ben további hat mozdonyt rendelt ebből a sorozatból a Reggianenél. A vasúti kereslet akkori állása okán a hat mozdonyt valójában a Krauss Linz az építette meg, de a háború után átadták Olaszországnak.
Az eredeti pályaszakasz megszüntetése után 1938-ban a most már kilenc mozdonyt átépítették 950 mm nyomtávúra, és átköltöztették Szicíliába. R.402 a csoportbesorolást kaptak. 1959-ben selejtezték őket. Csak az FS 402.007 amely 1943-ban, Parmába, majd 1963-ban Rómába került maradt meg és 1967-től a milánói National Museum of Science and della tecnologia Leonardo da Vinci (Leonardo da Vinci, Természettudományi és Műszaki Múzeum Milánó) van kiállítva.
A BBÖ, amely 1923-ban átvette a Niederösterreichische Landesbahnen (NÖLB)–t, az 1927-ben elkészült Mariazellerbahn Ruprechtshofen–Gresten szárnyvonalára keresett megfelelő mozdonyokat. Mivel a pályaadottságok hasonlóak voltak a Triest–Parenzo vonaléhoz, a P sorozat mellett döntöttek, és megrendeltek három mozdonyt a Kraussnál Linzben. A hengerek méretei valamivel kisebbek voltak a kkStB gépekénél.
A Deutsche Reichsbahn 1938-ban 99,1001-1003 pályaszámokat adott a mozdonyoknak. Az elkövetkező években a 99 1001 pályaszámú mozdonyt a lembergi Erdészeti Igazgatóság bérelte, ahonnan többé nem került vissza.
1953-ban az ÖBB a két mozdonyt átszámozta 199.02-03 –ra, és főként Karintiában használták a keskenynyomtávú vasutakon a Gurktalbahn-on és a Vellachtalbahn-on. 1973-ban selejtezték őket.

## Fordítás
- Ez a szócikk részben vagy egészben  a   kkStB P című német Wikipédia-szócikk fordításán alapul.  Az eredeti cikk szerkesztőit annak laptörténete sorolja fel. Ez a jelzés csupán a megfogalmazás eredetét és a szerzői jogokat jelzi, nem szolgál a cikkben szereplő információk forrásmegjelöléseként. Az eredeti szócikk forrásai szintén ott találhatóak.